# Argünök
Az argünök (каз. Арғын) egy török eredetű Kazahsztán központi és északkeleti területén élő magyarokkal rokon kazak törzs. Az argünök alkotják Kazahsztán legnagyobb etnikai egységét képező középső zsül zömét.

## Eredetük
A törzs pontos eredete ismeretlen. Középkori írásos emlék az argünökről nem maradt fenn. A Mongol Birodalomban létezett egy arkenut vagy argünut nevű népcsoport. Kazak tudósok szerint a nomád törzs a 9–10. században az Arguny folyó mentén élt és innen ered a neve.
A kazakok a származást kizárólag apai vérvonal alapján határozzák meg. Ezért a törzsek genetikai azonosításánál kizárólag az Y kromoszómát vették figyelembe. A kazak eredetet meghatározására kezdeményezett nemzeti projekt legutolsó eredményei alapján az argünök összesen 6 haplocsoporthoz tartoznak ebből 5 a G haplocsoporthoz egy pedig az R1a1 haplocsoporthoz.